# Aiko Nakamura
Aiko Nakamura (中村藍子?, Nakamura Aiko; Osaka, 28 dicembre 1983) è un'ex tennista giapponese.

## Biografia
Figlia di Shigennori e Tomie ha una sorella di nome Shouko, iniziò a praticare tennis all'età di 5 anni. Arrivò in finale al Japan Open Tennis Championships del 2006, venendo fermata dalla francese Marion Bartoli, nell'occasione vinse il primo set 6-2 ma perse i restanti a punteggio invertito (2-6 e 2-6).
All'Australian Open 2007 - Singolare femminile venne eliminata al terzo turno da Martina Hingis.Nel ranking raggiunse la 47ª posizione il 6 agosto del 2007.
Nel 2008 al doppio della stessa competizione giunse nuovamente in finale in coppia con Ayumi Morita, vennero sconfitte da Jill Craybas e Marina Eraković (il punteggio fu 4–6, 7–5, 10–6 per le avversarie). Partecipò, senza mettersi in evidenza, al torneo di Wimbledon 2009 - Singolare femminile.

## Statistiche

### Singolare

#### Sconfitte (1)
| Legenda: Prima del 2009 |
| ----------------------- |
| Grande Slam (0)         |
| Argenti Olimpici (0)    |
| WTA Finals (0)          |
| Tier I (0)              |
| Tier II (0)             |
| Tier III (1)            |
| Tier IV (0)             |
| Tier V (0)              |

| N. | Data           | Torneo                                 | Superficie | Avversario in finale | Punteggio     |
| 1. | 8 ottobre 2006 | Japan Open Tennis Championships, Tokyo | Cemento    | Marion Bartoli       | 6-2, 2-6, 2-6 |

### Doppio

#### Sconfitte (1)
| Legenda: Prima del 2009 |
| ----------------------- |
| Grande Slam (0)         |
| Argenti Olimpici (0)    |
| WTA Finals (0)          |
| Tier I (0)              |
| Tier II (0)             |
| Tier III (1)            |
| Tier IV (0)             |
| Tier V (0)              |

| N. | Data           | Torneo                                 | Superficie | Compagna     | Avversarie in finale         | Punteggio        |
| 1. | 5 ottobre 2008 | Japan Open Tennis Championships, Tokyo | Cemento    | Ayumi Morita | Jill Craybas Marina Eraković | 6–4, 5–7, [6–10] |

## Risultati in progressione
| Sigla | Risultato               |
| ----- | ----------------------- |
| V     | Vincitore               |
| F     | Finalista               |
| SF    | Semifinalista           |
| O     | Oro olimpico            |
| A     | Argento olimpico        |
| SF    | Bronzo olimpico         |
| QF    | Quarti di Finale        |
| 4T    | Quarto turno            |
| 3T    | Terzo turno             |
| 2T    | Secondo turno           |
| 1T    | Primo turno             |
| RR    | Round Robin             |
| LQ    | Turno di qualificazione |
| A     | Assente                 |
| ND    | Non disputato           |

| Legenda superfici    |
| -------------------- |
| Cemento              |
| Terra battuta        |
| Erba                 |
| Superficie variabile |

### Singolare nei tornei del Grande Slam
| Torneo          | 2005 | 2006 | 2007 | 2008 | 2009 | 2010 | 2011 | 2012 | 2013 | 2014 |
| --------------- | ---- | ---- | ---- | ---- | ---- | ---- | ---- | ---- | ---- | ---- |
| Australian Open | 1T   | 3T   | 3T   | 1T   | A    | A    | A    | A    | A    | A    |
| Open di Francia | 1T   | 1T   | 1T   | 1T   | A    | A    | A    | A    | A    | A    |
| Wimbledon       | 2T   | 1T   | 2T   | 1T   | 1T   | A    | A    | A    | A    | A    |
| US Open         | 2T   | 2T   | 1T   | 1T   | A    | A    | A    | A    | A    | A    |

### Doppio nei tornei del Grande Slam
| Torneo          | 2005 | 2006 | 2007 | 2008 | 2009 | 2010 | 2011 | 2012 | 2013 | 2014 |
| --------------- | ---- | ---- | ---- | ---- | ---- | ---- | ---- | ---- | ---- | ---- |
| Australian Open | A    | 1T   | 1T   | A    | A    | A    | A    | A    | A    | A    |
| Open di Francia | A    | 1T   | 2T   | 1T   | A    | A    | A    | A    | A    | A    |
| Wimbledon       | 2T   | 1T   | 2T   | 2T   | 1T   | A    | A    | A    | A    | A    |
| US Open         | A    | 1T   | 2T   | A    | A    | A    | A    | A    | A    | A    |

### Doppio misto nei tornei del Grande Slam
Nessuna partecipazione